# 李渊击突厥之战
李渊击突厥之战，隋炀帝大业十二年（616年），隋朝晋阳留守李渊反击东突厥进攻的作战。
615年，雁门之围后，东突厥始毕可汗多次侵扰隋朝北部边境。616年，隋炀帝命李渊与马邑郡太守王仁恭率兵抗击东突厥。当时东突厥兵强马壮，声勢逼人，而李渊、王仁恭两軍合起来不到五千人。李渊于是挑选善于骑射的士卒两千人，让他们起居饮食完全模仿突厥人，来适应突厥的生活、作战方式。这些骑兵机动作战，等待时机，袭击东突厥军，多次获胜，于是东突厥很忌惮李渊。